# Westerkerk (Rotterdam)
De Westerkerk was een hervormde kerk aan de Kruiskade in Rotterdam. Het gebouw werd voltooid in 1870. Het is verloren gegaan aan het begin van de Tweede Wereldoorlog, tijdens het bombardement op Rotterdam op 14 mei 1940.

## Geschiedenis
De Westerkerk was ontworpen door de architect J.A. Jurriaanse in eclectische stijl; de toren was neogotisch, de voor- en zijgevels neoromaans en het interieur verwees naar zeventiende-eeuwse protestantse kerken, zoals de Nieuwe Kerk in Haarlem.
De kerk werd geheel door de Nederlands-hervormde gemeente zelf betaald. Op 28 december 1867 vond de voor- en aanbesteding plaats. De bouw werd uiteindelijk gegund aan G. Key. Op 12 juni 1868 vond de eerstesteenlegging plaats en precies twee jaar later, Eerste Pinksterdag 1870, werd de kerk in gebruik genomen. De voorganger tijdens deze dienst, Ds. W.Th. van Griethuysen, koos de tekst Matteüs 21 vers 13: 'Daar is geschreven, mijn huis zal een huis des gebeds genaamd worden'.
Tijdens het bombardement van 14 mei 1940 raakte de kerk onherstelbaar beschadigd. Ter vervanging van de Westerkerk en de Zuiderkerk aan de Glashaven werd in 1960 de Pauluskerk aan de Mauritsweg in gebruik genomen. Deze kerk werd op haar beurt in 2007 gesloopt.

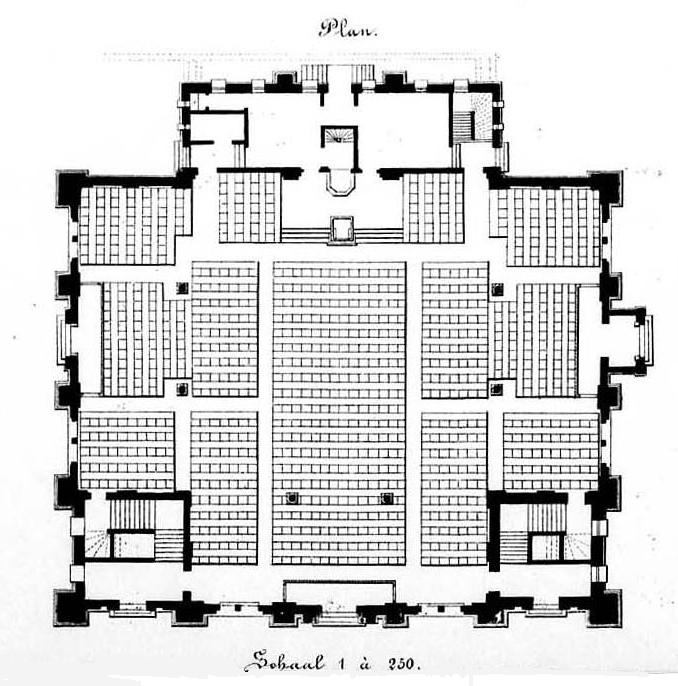
J.A. Jurriaanse. Westerkerk, Kruiskade, Rotterdam, plattegrond. 1867 (vermoedelijk).
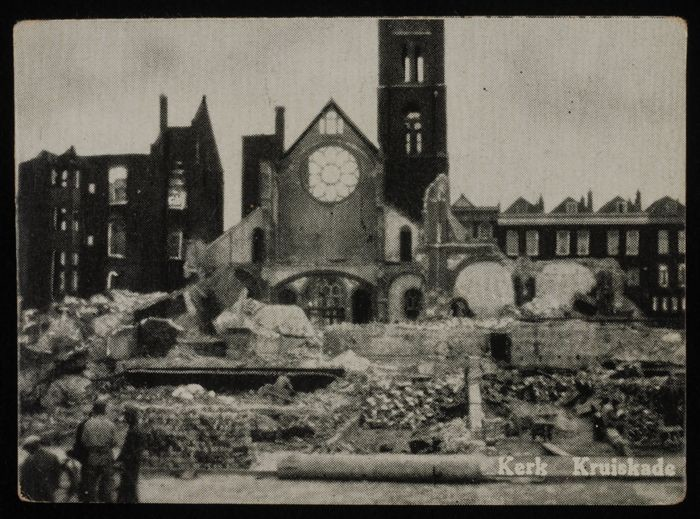
Verwoeste Westerkerk na bombardement in 1940

Allerheiligst Hart van Jezuskerk ·
Allerheiligste Verlosserkerk ·
Andreaskerk ·
Anglicaanse kerk Rotterdam ·
Arminiuskerk ·
Bergsingelkerk ·
Boezemsingelkerk ·
Bosjeskerk · 
Breepleinkerk ·
Deense Zeemanskerk ·
Engelse Zeemanskerk ·
Franse kerk ·
Grieks-orthodoxe kathedraal van Sint-Nicolaas ·
Grote kerk ·
Hillegondakerk ·
Hoflaankerk ·
Julianakerk ·
HH. Laurentius- en Elisabethkathedraal ·
 Koninginnekerk ·
Lourdeskerk ·
Lutherse kerk ·
Maranathakerk ·
Nieuwe Zuiderkerk ·
Noorse Zeemanskerk ·
Oosterkerk ·
Oude kerk Charlois ·
Oude of Pelgrimvaderskerk ·
Paradijskerk ·
Pauluskerk ·
Petrus' Bandenkerk ·
Putsepleinkerk ·
Russische-orthodoxe kerk Rotterdam ·
St. Mary's Church (Engelse kerk) ·
Schotse Zeemanskerk ·
Sint-Agathaklooster ·
Sint-Hildegardis en Antoniuskerk ·
Sint-Ignatiuskerk ·
Sint-Laurenskerk ·
Sint-Lambertuskerk ·
Sint-Rosaliakerk ·
Stieltjeskerk ·
Synagoge Boompjes ·
Waalse Kerk ·
Westerkerk ·
Wilhelminakerk ·
Zuiderkerk ·
Zweedse Zeemanskerk